# 6973 Karajan
A 6973 Karajan (ideiglenes jelöléssel 1992 HK) a Naprendszer kisbolygóövében található aszteroida. Ueda Szeidzsi és Kaneda Hirosi fedezte fel 1992. április 27-én.